# Elacatinus dilepis
Elacatinus dilepis és una espècie de peix de la família dels gòbids i de l'ordre dels perciformes. Es troba a les Bahames, a les Illes Caiman, a algunes illes de Belize i al Golf d'Hondures. Els mascles poden assolir els 2,5 cm de longitud total.